# Катехизис немцев
«Катехизис немцев» (нем. Katechismus der Deutschen) — политическая статья немецкого писателя Генриха фон Клейста, написанная в 1809 году.
Австрийская империя в 1809 году начала войну против Франции, и в отдельных частях Германии вспыхнули антифранцузские восстания. В этой ситуации Клейст, всегда выступавший против соглашательской политики прусского двора, перебрался в Прагу, чтобы выпускать там патриотический журнал Germania. Для этого журнала он написал «Катехизис немцев» — политический памфлет в форме вопросов и ответов, составленный по образцу антифранцузских «катехизисов», составлявшихся в Испании во время освободительной войны.
Клейст заявляет в статье, что германские монархи, покорившиеся Наполеону, забыли о своём долге перед родиной и что не следует им повиноваться до тех пор, пока они не начнут войну с Францией. В будущем, по мнению Клейста, Германия должна воссоединиться под верховной властью австрийского императора.
«Катехизис немцев» стал одним из наиболее значительных произведений немецкой публицистики эпохи наполеоновских войн.